# Tandy Radio Shack TRS 80 PC-2
Tandy Radio Shack TRS 80 PC-2 (TRS 80 PC-2) је био џепни рачунар фирме Тенди (Tandy Radio Shack) који је почео да се производи у Јапану од 1982. године.
Користио је 8-битни CMOS LH 5801 као микропроцесор. RAM меморија рачунара је имала капацитет од 3,5 KB прошириво до 19,5 KB са 16 KB RAM модулом.

## Детаљни подаци
Детаљнији подаци о рачунару TRS 80 PC-2 су дати у табели испод.
|                       |                                                                    |
| [ 1 ]                 |                                                                    |
| Произвођач            | Тенди                                                              |
| Тип                   | џепни рачунар                                                      |
| Меморија              | 3,5 прошириво до 19,5 са 16 RAM модулом                            |
| Поријекло             | Јапан                                                              |
| Година                | 1982                                                               |
| Тастатура             | 66 тастера, QWERTY калкулаторски тип са нумпадом                   |
| Процесор              | 8-битни                                                            |
| Фреквенција процесора | 1,3                                                                |
| RAM                   | 3,5 прошириво до 19,5 са 16 RAM модулом                            |
| ROM                   | 16 KB                                                              |
| Текст                 | 1 линија x 26 знакова (монитор са текућим кристалом)               |
| Графика               | 7 x 156 пиксела                                                    |
| Боја                  | једна боја                                                         |
| Звук                  | 1-канал мали звучник, са контролом из Бејсика                      |
| Димензије             | 19,5 (ширина) x 8,6 (дубина) x 2,55 (висина) / 375 (са батеријама) |
| Портови               |                                                                    |
| Оперативни систем     |                                                                    |